# Česká extraliga v házené mužů 2022/2023
Sezóna 2022/2023 byla 30. ročníkem České extraligy, nejvyšší české ligové soutěže v házené mužů.
Titul z předchozího roku obhajoval HCB OKD Karviná po vítězné finálové sérii nejtěsnějším poměrem 3:2 nad SSK Talent M.A.T. Plzeň.
Po roce však získal mistrovský titul zpět do svého držení SSK Talent M.A.T. Plzeň po vítězné finálové sérii v tradičním obsazení nad  Baníkem Karviná opět 3:2 na zápasy.

## Účastníci
V sezóně 2022/23 se České extraligy zúčastnilo 14 klubů, což znamená rozšíření o 2 kluby oproti předchozí sezóně. Extraligovou příslušnost díky rozšíření udržel tým TJ Cement Hranice, nováčkem se stal po vítězství v baráži tým HBC JVP Strakonice 1921 a nově v soutěži působil i zahraniční tým – Tatran Prešov.
| Tým                      | Město         | Stadion                         |
| ------------------------ | ------------- | ------------------------------- |
| HBC JVP Strakonice 1921  | Strakonice    |                                 |
| SHC Maloměřice Brno      | Brno          | Sportovní hala Maloměřice       |
| SKKP Handball Brno       | Brno          |                                 |
| HC ROBE Zubří            | Zubří         | ROBE Aréna                      |
| TJ Sokol Nové Veselí     | Nové Veselí   | Sportovní hala Městyse          |
| SSK Talent M.A.T. Plzeň  | Plzeň         | Městská sportovní hala Plzeň    |
| TJ Cement Hranice        | Hranice       |                                 |
| Pepino SKP Frýdek-Místek | Frýdek-Místek | Hala SŠED Pionýrů 2069          |
| HK FCC Město Lovosice    | Lovosice      |                                 |
| KH Kopřivnice            | Kopřivnice    | Sportovní hala ZŠ Emila Zátopka |
| HBC Ronal Jičín          | Jičín         | Městská sportovní hala Jičín    |
| HCB OKD Karviná          | Karviná       | Hala STARS Karviná              |
| HC Dukla Praha           | Praha         | Hala Juliska                    |
| Tatran Prešov            | Prešov        | Tatran Handball Arena           |

## Základní část
| Poř. | Tým                      | Z  | V  | R | P  | VG  | OG  | B  | Pozn.     |
| ---- | ------------------------ | -- | -- | - | -- | --- | --- | -- | --------- |
| 1    | M.A.T. Plzeň             | 26 | 23 | 1 | 2  | 906 | 697 | 47 | Play-off  |
| 2    | HK FCC Město Lovosice    | 26 | 23 | 0 | 3  | 863 | 744 | 46 | Play-off  |
| 3    | HCB Karviná              | 26 | 19 | 3 | 4  | 796 | 705 | 41 | Play-off  |
| 4    | Dukla Praha              | 26 | 17 | 1 | 8  | 856 | 787 | 35 | Play-off  |
| 5    | Tatran Prešov            | 26 | 14 | 3 | 9  | 776 | 693 | 31 |           |
| 6    | HC ROBE Zubří            | 26 | 12 | 1 | 13 | 733 | 708 | 25 | Play-off  |
| 7    | HBC Ronal Jičín          | 26 | 12 | 0 | 14 | 729 | 740 | 24 | Play-off  |
| 8    | Pepino SKP Frýdek-Místek | 26 | 12 | 0 | 14 | 769 | 757 | 24 | Play-off  |
| 9    | SKKP Handball Brno       | 26 | 10 | 4 | 12 | 704 | 702 | 24 | Play-off  |
| 10   | KH ISMM Kopřivnice       | 26 | 11 | 1 | 14 | 797 | 792 | 23 | O udržení |
| 11   | Sokol Nové Veselí        | 26 | 9  | 5 | 12 | 683 | 712 | 23 | O udržení |
| 12   | HBC JVP Strakonice 1921  | 26 | 5  | 1 | 20 | 677 | 859 | 11 | O udržení |
| 13   | SHC Maloměřice Brno      | 26 | 4  | 0 | 22 | 659 | 822 | 8  | O udržení |
| 14   | TJ Cement Hranice        | 26 | 0  | 2 | 24 | 645 | 875 | 2  | O udržení |

|  | Postup do play-off |
|  | Skupina o udržení  |

## Vyřazovací část (play-off)
|  | Čtvrtfinále       | Čtvrtfinále |              |           | Semifinále   | Semifinále  |  |  | Finále | Finále |
|  |                   |             |              |           |              |             |  |  |        |        |
|  |                   |             |              |           |              |             |  |  |        |        |
|  |                   |             |              |           |              |             |  |  |        |        |
|  | (1) Plzeň         | 3           |              |           |              |             |  |  |        |        |
|  | (1) Plzeň         | 3           |              |           |              |             |  |  |        |        |
|  | (9) Brno          | 0           |              |           |              |             |  |  |        |        |
|  | (9) Brno          | 0           | (1) Plzeň    | 3         |              |             |  |  |        |        |
|  |                   |             | (1) Plzeň    | 3         |              |             |  |  |        |        |
|  |                   | (7) Zubří   | 1            |           |              |             |  |  |        |        |
|  | (4) Dukla Praha   | (7) Zubří   | 1            | 1         |              |             |  |  |        |        |
|  | (4) Dukla Praha   |             |              | 1         |              |             |  |  |        |        |
|  | (6) Zubří         | 3           |              |           |              |             |  |  |        |        |
|  | (6) Zubří         | 3           | (1) Plzeň    | 3         |              |             |  |  |        |        |
|  |                   |             | (1) Plzeň    | 3         |              |             |  |  |        |        |
|  |                   | (3) Karviná | 2            |           |              |             |  |  |        |        |
|  | (2) Lovosice      | (3) Karviná | 2            | 3         |              |             |  |  |        |        |
|  | (2) Lovosice      |             |              | 3         |              |             |  |  |        |        |
|  | (8) Frýdek-Místek | 0           |              |           |              |             |  |  |        |        |
|  | (8) Frýdek-Místek | 0           | (2) Lovosice | 1         | Třetí místo  | Třetí místo |  |  |        |        |
|  |                   |             | (2) Lovosice | 1         | Třetí místo  | Třetí místo |  |  |        |        |
|  |                   | (3) Karviná | 3            |           |              |             |  |  |        |        |
|  | (3) Karviná       | (3) Karviná | 3            | 3         | (2) Lovosice | 3           |  |  |        |        |
|  | (3) Karviná       |             |              | 3         | (2) Lovosice | 3           |  |  |        |        |
|  | (7) Jičín         | 0           |              | (4) Zubří | 0            |             |  |  |        |        |
|  | (7) Jičín         | 0           |              |           | 0            |             |  |  |        |        |
|  |                   |             |              |           |              |             |  |  |        |        |
|  |                   |             |              |           |              |             |  |  |        |        |

Čtvrtfinále
| Tým 1                 | Série | Tým 2                    | Zápasy | Zápasy | Zápasy | Zápasy | Zápasy |
| --------------------- | ----- | ------------------------ | ------ | ------ | ------ | ------ | ------ |
| M.A.T. Plzeň          | 3:0   | SKKP Handball Brno       | 33:25  | 38:22  | 34:27  |        |        |
| Dukla Praha           | 1:3   | HC ROBE Zubří            | 31:25  | 30:32  | 25:30  | 28:36  |        |
| HK FCC Město Lovosice | 3:0   | Pepino SKP Frýdek-Místek | 35:27  | 33:29  | 32:25  |        |        |
| HCB OKD Karviná       | 3:0   | HBC Ronal Jičín          | 34:24  | 30:27  | 29:22  |        |        |

Semifinále
| Tým 1                 | Série | Tým 2           | Zápasy | Zápasy | Zápasy | Zápasy | Zápasy |
| --------------------- | ----- | --------------- | ------ | ------ | ------ | ------ | ------ |
| M.A.T. Plzeň          | 3:1   | HC ROBE Zubří   | 30:26  | 30:33  | 37:22  | 38:32  |        |
| HK FCC Město Lovosice | 1:3   | HCB OKD Karviná | 38:37  | 28:32  | 30:34  | 29:34  |        |

O bronz
| Tým 1                 | Série | Tým 2         | Zápasy | Zápasy | Zápasy | Zápasy | Zápasy |
| --------------------- | ----- | ------------- | ------ | ------ | ------ | ------ | ------ |
| HK FCC Město Lovosice | 3:0   | HC ROBE Zubří | 41:37  | 33:27  | 31:30  |        |        |

Finále
| Tým 1        | Série | Tým 2           | Zápasy | Zápasy | Zápasy | Zápasy | Zápasy |
| ------------ | ----- | --------------- | ------ | ------ | ------ | ------ | ------ |
| M.A.T. Plzeň | 3:2   | HCB OKD Karviná | 31:32  | 25:28  | 36:29  | 34:29  | 30:25  |

## Skupina o 5.–8.místo
1. kolo
| Tým 1           | Série | Tým 2             | Zápasy | Zápasy |
| --------------- | ----- | ----------------- | ------ | ------ |
| (4) Dukla Praha | 2-0-0 | (9) Brno          | 29:26  | 27:25  |
| (7) Jičín       | 0-0-2 | (7) Frýdek-Místek | 30:36  | 25:31  |

O 5. místo
| Tým 1           | Série | Tým 2             | Zápasy | Zápasy |
| --------------- | ----- | ----------------- | ------ | ------ |
| (4) Dukla Praha | 1-0-1 | (8) Frýdek-Místek | 25:32  | 35:26  |

O 7. místo
| Tým 1     | Série | Tým 2    | Zápasy | Zápasy |
| --------- | ----- | -------- | ------ | ------ |
| (7) Jičín | 1-0-1 | (9) Brno | 23:24  | 22:20  |

## Skupina o udržení
Do skupiny o udržení si týmy přenesly body ze základní části.
| Poř. | Tým                     | Z | V | R | P | VG  | OG  | B  | Pozn. |
| ---- | ----------------------- | - | - | - | - | --- | --- | -- | ----- |
| 1    | KH ISMM Kopřivnice      | 8 | 6 | 1 | 1 | 258 | 225 | 36 |       |
| 2    | Sokol Nové Veselí       | 8 | 5 | 0 | 3 | 241 | 202 | 33 |       |
| 3    | HBC JVP Strakonice 1921 | 8 | 4 | 0 | 4 | 229 | 235 | 19 |       |
| 4    | SHC Maloměřice Brno     | 8 | 3 | 1 | 4 | 221 | 250 | 15 | Baráž |
| 5    | TJ Cement Hranice       | 8 | 1 | 0 | 7 | 193 | 230 | 4  | Baráž |

## Konečné umístění
| Zlatá medaile    | SSK Talent M.A.T. Plzeň  |
| Stříbrná medaile | HCB OKD Karviná          |
| Bronzová medaile | HK FCC Město Lovosice    |
| 4                | HC ROBE Zubří            |
| 5                | HC Dukla Praha           |
| 6                | Pepino SKP Frýdek-Místek |
| 7                | HBC Ronal Jičín          |
| 8                | SKKP Handball Brno       |
| 9                | KH ISMM Kopřivnice       |
| 10               | Sokol Nové Veselí        |
| 11               | HBC JVP Strakonice 1921  |
| 12               | SHC Maloměřice Brno      |
| 13               | TJ Cement Hranice        |

## Baráž
V baráži o udržení v extralize proti sobě nastoupily poslední dva týmy extraligy proti dvěma nejvýše postaveným týmům 2. nejvyšší soutěže. Svou příslušnost v elitní skupině si zachovaly oba týmy – SHC Maloměřice Brno i TJ Cement Hranice.
| Tým 1             | Série | Tým 2               | Zápasy | Zápasy |
| ----------------- | ----- | ------------------- | ------ | ------ |
| TJ Cement Hranice | 1-0-1 | KH BEECH Vsetín     | 29:25  | 27:30  |
| Tatran Litovel    | 0-1-1 | SHC Maloměřice Brno | 26:29  | 28:28  |